# 迪布羅瓦 (霍羅希夫市鎮)
50°32′18″N 25°0′13″E / 50.53833°N 25.00361°E
迪布羅瓦（烏克蘭語：Діброва），是烏克蘭的村落，位於該國西部沃倫州，由盧茨克區霍羅希夫市鎮負責管轄，面積3.5平方公里，海拔高度220米，2001年人口49，人口密度每平方公里14人。